# 关角站
关角站位于青海省海西蒙古族藏族自治州天峻县关角村，是青藏铁路的一座车站，距离西宁站322公里，于1979年启用，现由青藏铁路公司营运。车站现为五等站，承担货运业务。